# Rechan
Rechan (hebr. ריחן) – moszaw położony w samorządzie regionu Szomeron, w dystrykcie Judei i Samarii, w Izraelu, w północnej części Samarii.
Nieopodal moszawu rozciąga się kompleks leśny Umm ar-Rihan.

## Historia
Osada została założona w 1977 jako wojskowa placówka na terytoriach okupowanych przez Izrael. W 1981 placówka została zasiedlona przez cywilnych osadników.

## Gospodarka
Gospodarka moszawu opiera się na hodowli drobiu i szkółce leśnej.